# Chapman & Hall
Chapman & Hall är en imprint ägd av CRC Press, som i sin tur ägs av Taylor & Francis. Chapman & Hall / CRC Books är ett bokförlag specialiserat på böcker om statistik, matematik och datavetenskap. Förlaget bildades 1834 som ett brittiskt bokförlag i London av Edward Chapman och William Hall.
Chapman & Hall är känt för att bland annat ha publicerat verk av Charles Dickens (1840–1844 och 1858–1870), William Thackeray, Elizabeth Barrett Browning, Anthony Trollope, Eadweard Muybridge och Evelyn Waugh.